# Тереспільський міст
Тереспільський міст — колишній підвісний міст через річку Західний Буг, що зв'язував Цитадель і Тереспільске укріплення Берестейської фортеці. Був найбільшим в Російській імперії мостом такої конструкції. Був зруйнований у 1944 році під час відступу німецької армії.

## Історія

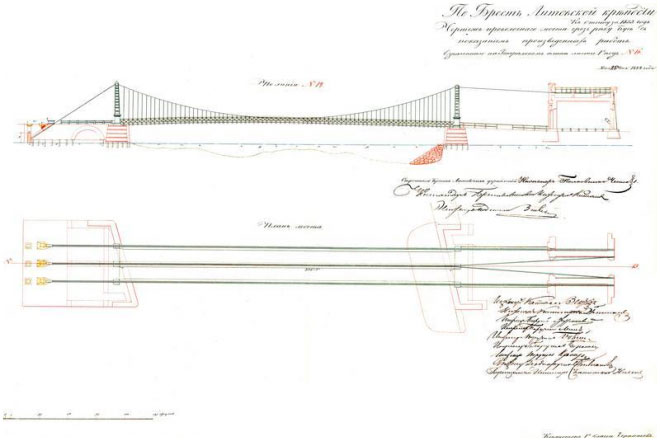
Проект Тереспільського моста й воріт, 1854

Згідно з документацією, що збереглася в Російському державному військово-історичному архіві, проєкт моста через Західний Буг був розроблений групою російських військових інженерів у 1843—1848 роках в комплексі з Тереспільськими воротами, які були невід'ємною і неподільною частиною мосту: в них була влаштована система натягу і закріплення вантів моста. Проєкт був затверджений у 1854 році, а в 1860 споруда вже експлуатувалася. Це був перший дротяний міст Російської імперії, художні чесноти якого неодноразово відзначалися в записках мандрівників того часу. До 1914 року довжина моста між крайніми анкерами становила 159 м, при довжині руслового прольоту 91,9 м, ширині близько 9 м і позначці судноплавного габариту в Балтійській системі висот 136,10 м.

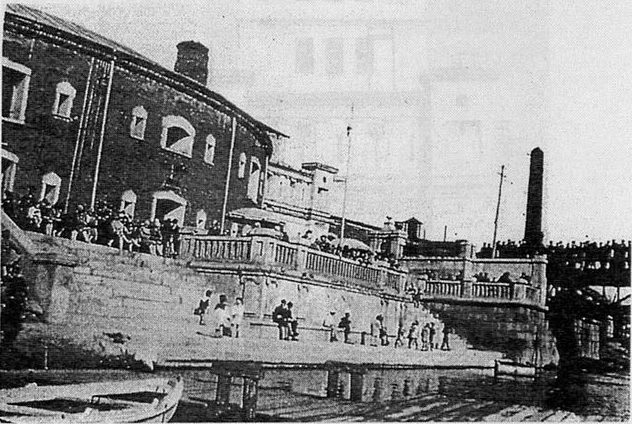
Саперна пристань

У 1911—1915 роках при модернізації фортечних об'єктів інженерним відомством планувався повний знос дротяного моста й спорудження на його місці бетонно-металевої конструкції. Однак реалізації цієї ідеї завадив початок Першої світової війни. У 1914 році російська армія була змушена відступати, при цьому нею був демонтований один ряд опорних пілонів і вантів, а також весь настил мосту. У 1915 році одну смугу моста відновили німці. Під час Польсько-радянської війни 1920—1921 років Тереспільський міст був спалений. У 1930-ті роки на місці вантового моста польські сапери побудували міст на дерев'яних опорах з дерев'яними фермами, при цьому рівень проїзної частини було піднято на кілька метрів. Праворуч від моста була створена так звана Саперна пристань.
Під час бойових дій Другої світової війни у вересні 1939 року й червні 1941 року міст не постраждав. У 1944 році під час відступу німецької армії були підірвані всі переправи через Західний Буг, в тому числі й Тереспільський міст. У повоєнний час міст не відновлювався, по обох берегах збереглися лише фрагменти його фундаменту.

## Проєкт відновлення
23 березня 2011 року делегація Берестя на чолі з головою Берестейського міськвиконкому Олександром Палишенковим провела консультації з польською стороною з питання будівництва й подальшого функціонування міжнародного туристичного пішохідного переходу «Берестя — Тереспіль». Планувалося відновлення моста, від нього мандрівники змогли б пройти (або проїхати на велосипедах) близько 1200 метрів по Прикордонному острову до Обвідного каналу, по якому проходить кордон з Польщею.
Для вивчення культурного шару й підземних споруд Тереспільського моста й воріт в червні 2011 року і липні-серпні 2013 року в зоні запланованого будівництва були проведені археологічні розкопки.
16 липня 2013 року компанією «Передові будівельні технології» був представлений проєкт відновлення моста. 23 серпня 2013 року було прийнято рішення про використання як базу зображення моста 1941 року. Тоді довжина моста складала 92 м, а ширина — 9 м. Відновлення моста також передбачає реконструкцію Тереспільських воріт і Саперної пристані.